# Plac Augusta Hlonda w Katowicach
Plac kardynała Augusta Hlonda w Katowicach – plac znajdujący się w katowickiej dzielnicy Śródmieście, w centrum miasta. Usytuowany jest pomiędzy ulicami: Mikołowską, Henryka Jordana, Głowackiego i J. Poniatowskiego.

## Opis

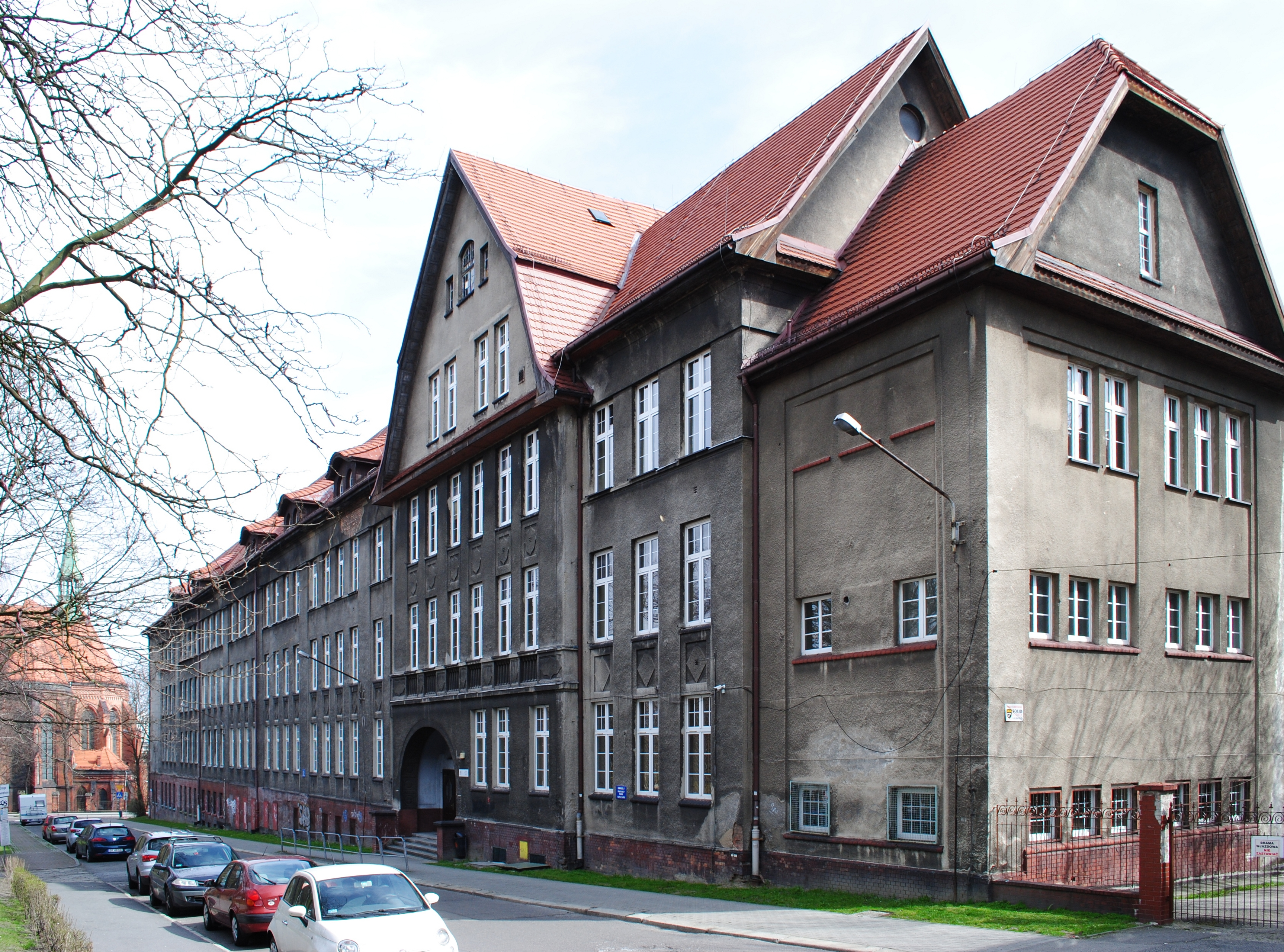
II Liceum Ogólnokształcące im M. Konopnickiej przy pl. Hlonda

Na placu znajdują się zieleńce, alejki spacerowe i ławki oraz fontanna Kaskada. Fontanna to dwie misy przelewowe (jedna nad drugą), umiejscowione w niecce. Z górnej misy strumień wody może dochodzić do 10 metrów na poziomem terenu. Dodatkowo fontanna ma osiem dysz okalających każdą misę; razem dysz jest 17. Plac pełni funkcje rekreacyjne.
Od strony północnej z placem sąsiaduje katolicki Kościół Świętych Apostołów Piotra i Pawła (główne wejście od ulicy Mikołowskiej). Od wschodu, przy ulicy Głowackiego mieści się II Liceum Ogólnokształcące im. Marii Konopnickiej (główne wejście od ul. Jana Kilińskiego). Przy ulicy Mikołowskiej znajduje się przystanek autobusowy ZTM.
Przez część placu przebiega Szlak Bohaterów Wieży Spadochronowej.
W okresie Rzeszy Niemieckiej (do 1922) plac nosił nazwę Jahnplatz. Taka też nazwa obowiązywała w okresie niemieckiej okupacji Polski w latach 1939–1945.